# El Piquete de la Atalaya
El yacimiento de El Piquete de la Atalaya es un yacimiento arqueológico celtíbero en el término de Azuara (Aragón, España). Ha sido identificada con la ceca celtíbera de Belikiom.

## Descripción
El yacimiento se encuentra en una loma defendible y clave para el paso en las rutas locales, en torno a la cual se excavaron fosos de veinte metros de anchura y se levantaron muros de adobe de tres metros de altura. La zona encerrada en este perímetro forma un área extensa que albergó un poblado. Se ha encontrado en el interior cerámica, cuyos motivos muestras semejanzas con otros yacimientos arqueológicos vecinos como el del Cabezo de Alcalá o el de Los Castellares.
Correspondería así con un poblado celtíbero como otros de la zona circundante, si bien se encontraría en una zona de transición a culturas íberas que se romanizó más pronto que otros asentamientos celtibéricos. Así el poblado se encuentra en la ribera del río Cámaras, ya en la cuenca del Aguas Vivas y fuera de la zona montañosa que fue el epicentro celtíbero, siendo el extremo más occidental asociado a esa cultura. Los hallazgos de cerámica de cerámica de tipo romano o el uso de medidas de base itálica en construcciones muestran esa influencia romana. El yacimiento es particularmente interesante como muestra de las relaciones y comercio entre ambas áreas culturales.
Se ha identificado con la localidad celtíbera de Belikiom de la que se han encontrado numerosos tesorillos de monedas en las cercanías. La similitud del nombre con otros vecinos como Belaiscom o Contrebia Belaisca ha hecho suponer a los historiadores que serían poblaciones de un mismo pueblo, los belaiscos. Las inscripciones en la estela de Ibiza confirman la adscripción celtíbera de estas localidades.
Durante los siglos III-II a. C. el poblado pasó una etapa de esplendor. Los restos, con edificación en varios niveles, muestran que durante ese auge la población se extendió hacia el llano vecino.
El yacimiento muestra indicios de un final violento, probablemente ocurrido durante los estragos de las guerras sertorianas en la zona (85-77 a. C.).

## Historia
Aunque se descubrieron varios tesorillos de monedas en el siglo XIX en la zona y era conocido popularmente por los pobladores de Azuara (que lo atribuían a época islámica) el yacimiento fue notificado a la comunidad académica por primera vez en 1971 por Manuel Martín Bueno y María Teresa Andrés Rupérez.
Si bien los hallazgos de monedas (y la aparición en el mercado de antigüedades de restos de obtención irregular) se sucedieron en la década de los setenta, el interés académico del yacimiento no se desarrolló hasta que Francisco Burillo Mozota propuso su identificación con la ceca de Belikiom en 1979. Las excavaciones ilegales que habían tenido lugar mientras supusieron un expolio del yacimiento, con piezas siendo recuperadas por el Museo de Zaragoza en fechas tan tardías como 1983. El expolio también alteró la estratigrafía de parte del yacimiento. Los restos recuperados incluyen cerámicas, piezas de metal y monedas.
En 1983 se encontró de forma casual un casco de tipo montefortino,  que ha sido calificado de "sobresaliente" por su estado de conservación.
Además de lograr el retorno en 1983 de parte de las piezas expoliadas, el arqueólogo José Luis Ona emprendió en 1986 exploraciones en las zonas vecinas. En 1987 se realizaron excavaciones adicionales por parte de Ona y de Royo-Guillén debido a la construcción de una carretera. Estas exploraciones permitieron conocer la zona de expansión del asentamiento en los siglos III-II a. C., en la zona no perturbada por los expolios previos así como recuperar nuevas piezas cerámicas.
En 2006 fue designado Bien de Interés Cultural como conjunto histórico.